# The Inc. Records

The Inc. Records (tidigare under namnet Murder Inc.) är ett amerikanskt skivbolag grundat av musikkompositören Irv Gotti år 1999. Vid starten distribuerades skivbolaget av Universal Records och på senare år (2007-framåt) av Atlantic Records.
Under början av år 2000 skrev sångarna Ashanti och Charli Baltimore på för bolaget. Murder Inc. hade som störst framgång åren 2001-2002 när Ashantis debutalbum certifierades platina och framhävde flera hitsinglar. Rapparen Ja Rule hade också stora framgång. 

## Nuvarande artister[när?]
- Newz
- Mossburg
- Black Child
- Demeyez
- Scope